# يوهان جبريل سايديل
يوهان جبريل سايديل (بالألمانية: Johann Gabriel Seidl)‏ هو كاتب وشاعر نمساوي، ولد في 21 يونيو 1804 في فيينا في النمسا، وتوفي بنفس المكان في 18 يوليو 1875.

## وصلات خارجية
- يوهان جبريل سايديل على موقع ميوزك برينز (الإنجليزية)
- يوهان جبريل سايديل على موقع ديسكوغز (الإنجليزية)